# Forças Armadas de Defesa de Moçambique

Brasão da República de Moçambique

As Forças Armadas de Defesa de Moçambique (FADM) são as forças armadas nacionais da República de Moçambique. 
Elas incluem o Estado-Maior das Forças Armadas e três ramos de serviço: Exército, Força Aérea e Marinha.
As FADM foram formadas em meados de agosto de 1994, pela integração das Forças Populares de Libertação de Moçambique (FPLM) com a ala militar da RENAMO, após o fim da guerra civil.
As FADM têm, fundamentalmente, as seguintes missões: 
- Defender os interesses vitais do país contra todas as formas de ameaça ou agressão;
- Garantir a integridade do território nacional, a soberania, a liberdade dos cidadãos e a segurança dos meios de desenvolvimento da Nação;
- Assegurar o funcionamento normal das instituições em todas as circunstâncias e face a quaisquer ameaças diretas ou indiretas;
- Participar na proteção dos organismos, instituições ou meios civis, determinantes para a manutenção da vida das populações, bem como tomar medidas de prevenção e de socorro que se requeiram, em determinadas circunstâncias, por decisão de autoridade competente;
- Participar em acções tendentes à manutenção de paz e ao respeito do direito internacional;
- Contribuir para a defesa e segurança da região e do continente, apoiando as ações de prevenção e de resolução de conflitos;
- Assegurar a defesa do território nacional face a todo o tipo de ameaça, incluindo o terrorismo. [1]

## História
A história das Forças Armadas de Defesa de Moçambique remonta à luta pela independência do país. Após conquistar a independência em 1975, as forças armadas moçambicanas tiveram que lidar com desafios internos e externos, incluindo conflitos armados. Ao longo dos anos, as forças armadas passaram por transformações significativas para enfrentar as demandas do cenário internacional e as necessidades de segurança interna.
As Forças Armadas de Defesa de Moçambique foram formadas em meados de agosto de 1994.
Elas foram formadas por meio de uma comissão, a Comissão Conjunta para a Formação das Forças Armadas de Defesa e Segurança de Moçambique (CCFADM), presidida pela Organização das Nações Unidas a Moçambique ONUMOZ. As novas forças armadas foram formadas integrando os soldados das ex-Forças Populares para a Libertação de Moçambique (FPLM) e os rebeldes, a Resistência Nacional Moçambicana (RENAMO) que desejavam permanecer em uniforme.
Foram nomeados dois generais para liderar as novas forças, uma da FRELIMO, o tenente-general Lagos Lidimo, que foi nomeado Chefe da Força de Defesa e Major General Mateus Ngonhamo da RENAMO como Vice-Chefe da Força de Defesa. O ex-Chefe do Exército (FPLM), o tenente-general Antonio Hama Thai, foi aposentado.
Em 20 de março de 2008, a Reuters informou que o presidente Guebuza havia demitido o chefe e o vice-chefe da força de defesa, o general de exercito Lagos Lidimo (FRELIMO) e o Tenente-General Mateus Ngonhamo (RENAMO), substituindo-os pelo brigadeiro Paulino Macaringue como Chefe do Estado Maior das Forças Armadas de Defesa de Moçambique e o Major General Olímpio Cambora como Vice-Chefe das FADM.
Filipe Nyussi assumiu o cargo de Ministro da Defesa em 27 de março de 2008, sucedendo a Tobias Joaquim Dai. O compromisso de Nyussi ocorreu quase exatamente um ano após um incêndio e as explosões resultantes de munições no armador de Malhazine em Maputo mataram mais de 100 pessoas e destruíram 14 mil lares. Uma comissão de investigação nomeada pelo governo concluiu que a negligência desempenhou um papel no desastre, e Dai "foi culpado por muitos por não agir a tempo para evitar a perda de vidas". Embora nenhum motivo oficial tenha sido dado para a remoção de Dai, pode ter sido uma "reação tardia" ao desastre de Malhazine.
Em abril de 2010, foi anunciado que a República Popular da China doou para o material FADM para agricultura no valor de 4 milhões de euros, incluindo caminhões, tratores, implementos agrícolas, cortadores e motos no âmbito da cooperação bilateral nos militares. Cooperação no campo militar, o Governo da China também prestará apoio ao Ministério da Defesa de Moçambique com cerca de 1 milhão de euros para as áreas de treinamento e logística. O protocolo para a concessão de auxílio às Forças Armadas para a Defesa de Moçambique (FADM) ) foi assinado pelo ministro da Defesa de Moçambique, Filipe Nyusi, e o responsável de negócios da embaixada chinesa em Maputo, Lee Tongli.
Moçambique também esteve envolvido em muitas operações de manutenção da paz no Burundi (232 funcionários), Comores, República Democrática do Congo, Timor-Leste e Sudão. Eles também participaram ativamente de operações militares conjuntas como Blue Hungwe no Zimbabwe em 1997 e Blue Crane na África do Sul em 1999. Tudo o que está tentando construir segurança e confiança na região da África Austral.

## Forças terrestres
O Acordo Geral de Paz de 1992 estipulava que o tamanho do exército seria de 24 mil (igualmente tirado da FAM e da RENAMO), mas devido à falta de interesse (o pagamento e os futuros termos de serviço eram pobres), esse número nunca foi alcançado.
As informações sobre a estrutura do Exército de Moçambique são escassas. O IISS estimou em 1997-98 que consistiu em 5 infantários, 3 SF, 1 batalhão logístico e uma empresa de engenharia, com uma força de 4-5,000.

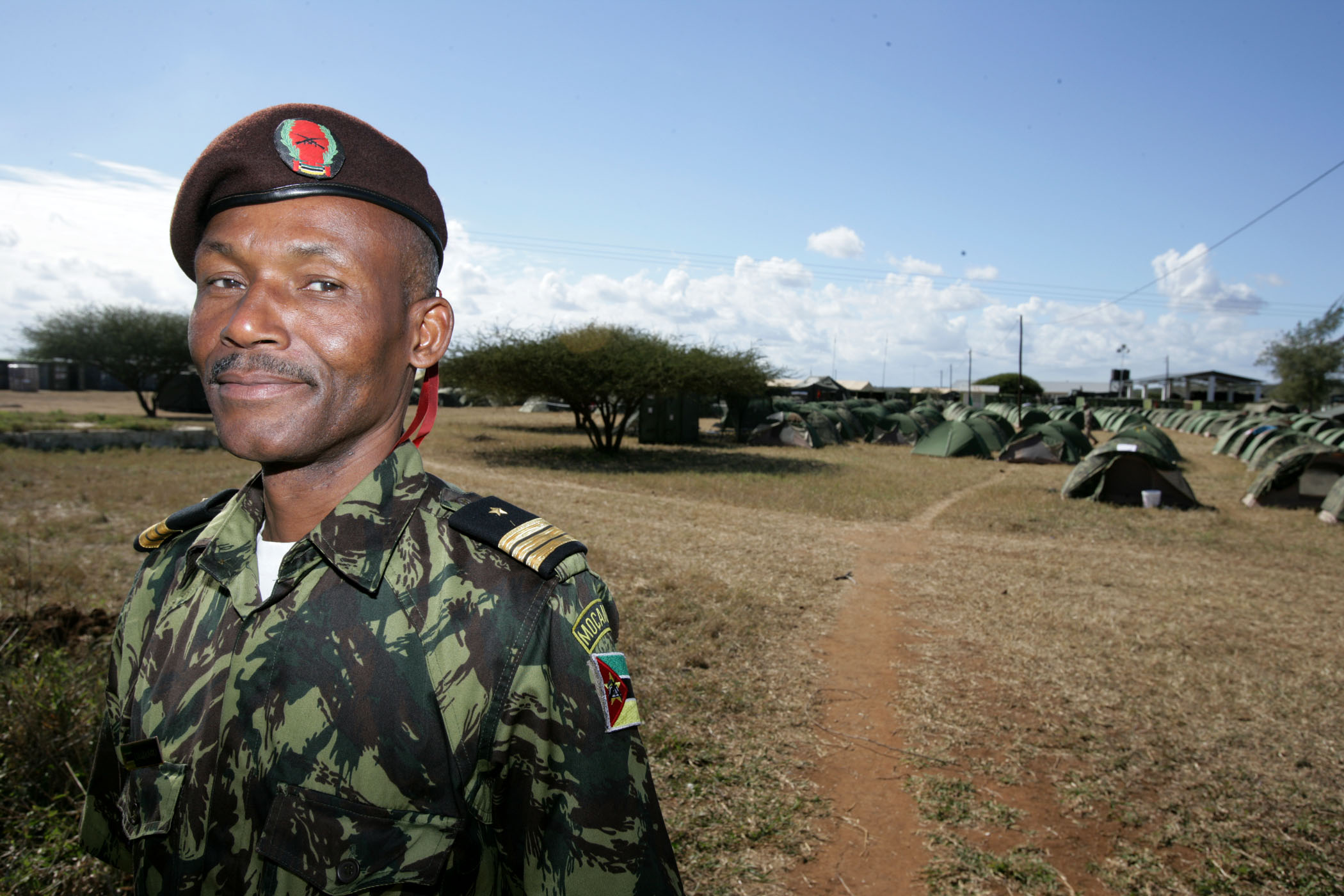
Um oficial das Forças Armadas

O IISS estimou em 2007 que tem uma força total de 9-10.000, com 7 batalhões de infantaria, 3 batalhões de Forças Especiais, 2-3 baterias de artilharia, 2 batalhões de engenheiros e um batalhão de logística.
Em meados de 2017,Eugènio Dias Da Silva foi nomeado como o chefe do Exército de Moçambique.

## Força aérea

Brasão da Força Aérea

A Força Aérea de Moçambique ou FAM fazia parte do exército nacional inicialmente, e de 1985 a 1990 era conhecida como Força Aérea Popular da Libertação. Devido à história de Moçambique, a força aérea tem uma história de uso de aeronaves portuguesas anteriores, desde a sua criação após a independência em 1975, apoiada por Cuba e a URSS, Houve uma entrada de aeronaves construídas na União Soviética para apoiar o governo na guerra civil até 1992. Na sequência do cessar-fogo naquele ano, a mudança nas políticas governamentais para a economia do estilo ocidental significou que o apoio cubano para a Força Aérea diminuiu e a maioria das aeronaves caíram em condições precárias nas três principais bases da Beira, Nacala e Nampula. O FAM agora é efetivamente uma força simbólica, e o orçamento de defesa foi reduzido para 1,5% do Produto Nacional Bruto de Moçambique. O número de pessoas na Força Aérea é estimado em 4000.
Em 2011, a Força Aérea Portuguesa ofereceu a FAM dois Cessna FTB-337, atualizados com a mais recente tecnologia para uso em treinamento, evacuação aeromédica e operações de vigilância marítima. Esta é parte do programa permanente de cooperação técnico-militar (CTM) entre Portugal e Moçambique. No que se refere especificamente à FAM, a cooperação português-moçambicana também inclui outras ações como a formação de pilotos,e técnicos de aviação, a criação de medicina aérea e os centros de operações aéreas e o desenvolvimento das capacidades de busca e resgate e segurança de voo. Além disso, vários cadetes oficiais moçambicanos participam da Academia da Força Aérea Portuguesa.
Em 2014, o ministro da Defesa do Brasil divulgou sua intenção de doar 3 Embraer EMB 312 Tucano e auxiliar no financiamento da compra do 3 Embraer EMB 314 Super Tucano.